# Römisches Haus (Stuttgart)

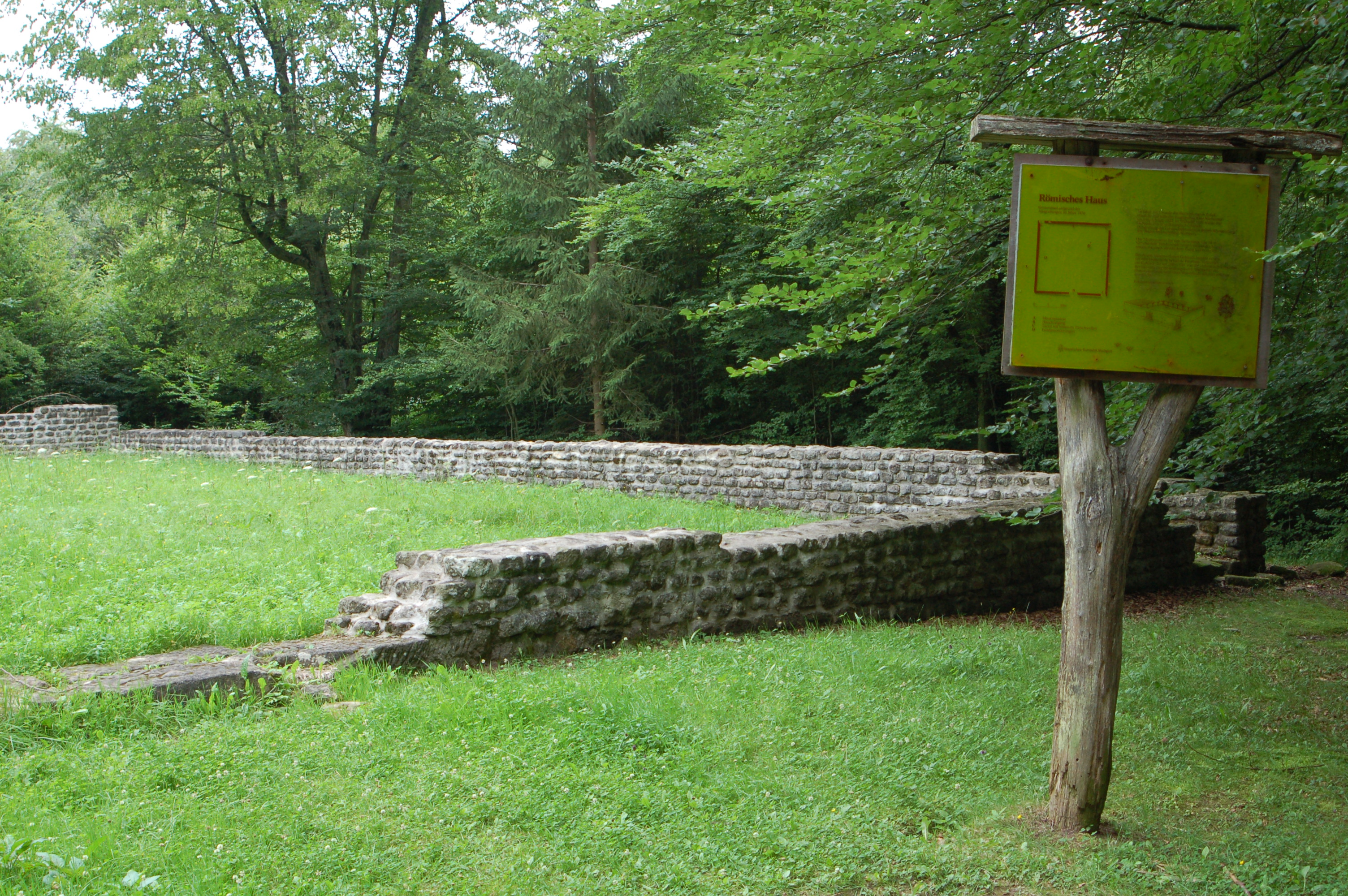
Mauerreste des römischen Hauses

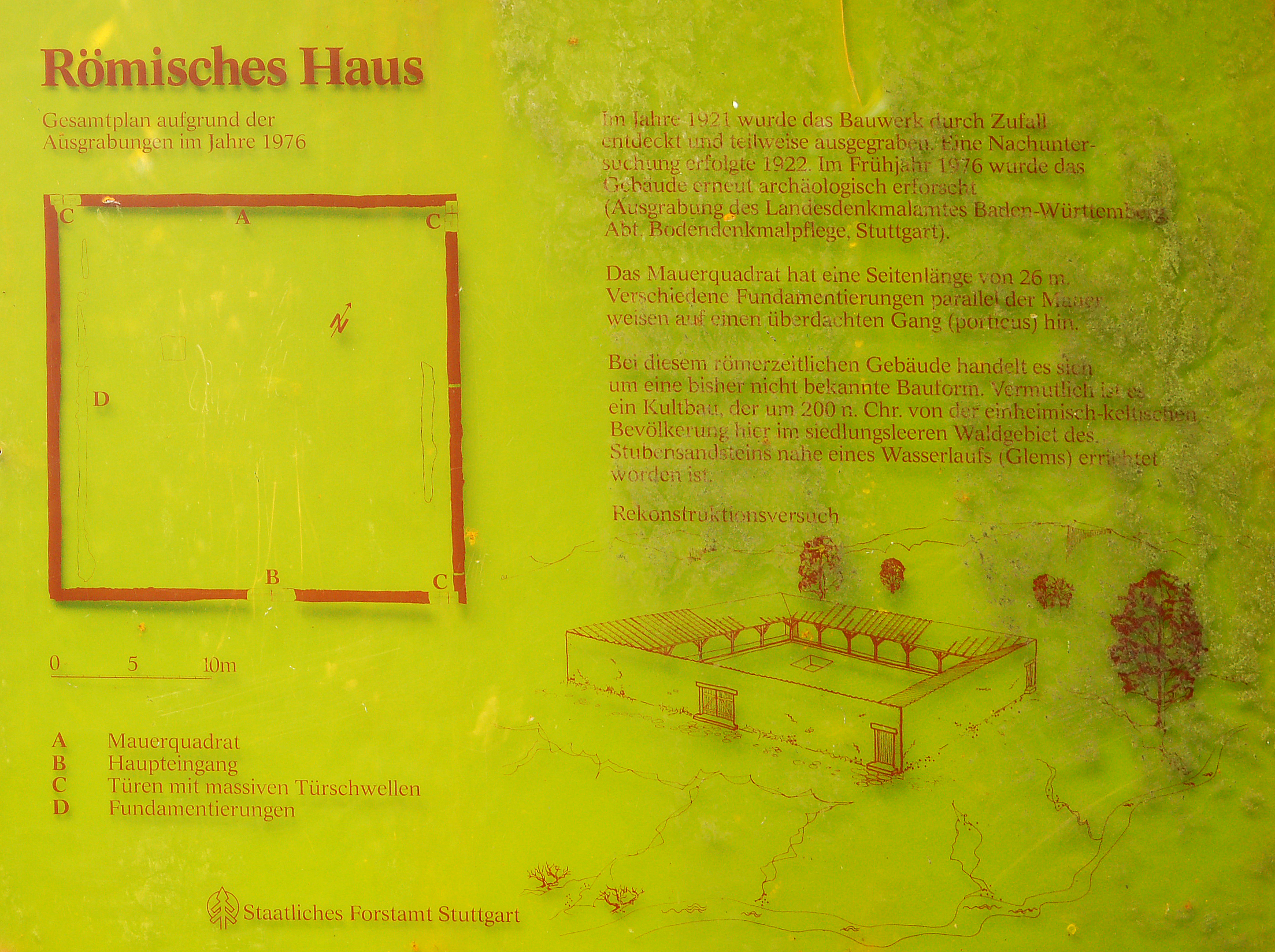
Schautafel

Das Römische Haus ist ein mutmaßlicher Kultbau der indigenen keltischen Bevölkerung aus dem 2. Jahrhundert, der rund 800 Meter östlich vom Bärenschlössle im Rotwildpark bei Stuttgart gefunden, 1921 und 1922 unter Oscar Paret und Gerhard Bersu archäologisch untersucht und 1976 vom Landesdenkmalamt Baden-Württemberg erneut erforscht wurde.

## Befund
Der Fundort lag nur rund einen Kilometer östlich der römischen Straße, die vom Gebiet des heutigen Stuttgarter Stadtteils Vaihingen zum Stadtteil Solitude führte. Der quadratische Grundriss des Gebäudes weist eine Seitenlänge von 26 Metern auf, die Mauern sind 80 bis 90 Zentimeter stark. Fundamentrollierungen auf der Innenseite, parallel zur Mauer verlaufend, lassen auf eine Portikus, einen überdachten Umgang schließen. Der 2,5 bis 3,0 m breite Haupteingang befand sich mittig auf der südöstlichen Seite der Anlage. Neben diesem wurden auch noch drei rund 0,8 m breite Nebeneingänge an der West-, Nord- und Ostecke des Bauwerkes, die mit massiven Schwellsteinen versehen waren.
Im Innenraum wurde lediglich eine kastenförmige Grube mit quadratischem Grundriss bei einer Seitenlänge von 2,8 m entdeckt, die ursprünglich mit einer Holzschalung eingefasst war. Aus der Grube konnten verschiedene Keramiken des späten zweiten Jahrhunderts, darunter eine nahezu vollständig erhaltene Schüssel geborgen werden.
Eine Funktion des Gebäudes zu Wohnzwecken schloss Dieter Planck als unwahrscheinlich aus, da der Standort und sein Umfeld zur damaligen Zeit abgelegen in dünn besiedeltem Gebiet gelegen habe. Zudem würden die Form und die Baumerkmale der Anlage eher für ein Gebäude für kultische Zwecke sprechen.
Heute sind die erhaltenen Mauern des Gebäudes restauriert und können besichtigt werden.

## Denkmalschutz und Fundverbleib
Das Bodendenkmal „Römisches Haus“ ist geschützt als eingetragenes Kulturdenkmal im Sinne des Denkmalschutzgesetzes des Landes Baden-Württemberg (DSchG). Nachforschungen und gezieltes Sammeln von Funden sind genehmigungspflichtig, Zufallsfunde an die Denkmalbehörden zu melden. Das Fundmaterial der Ausgrabungen befindet sich in der Sammlung des Landesmuseums Württemberg im Alten Schloss in Stuttgart.